# سی‌ام ایرلاینز
سی‌ام ایرلاینز (به انگلیسی: CM Airlines) یک شرکت هواپیمایی با کد یاتا CC است. دفتر مرکزی سی‌ام ایرلاینز در هندوراس واقع شده‌است.